# 陈宜瑜
陈宜瑜（1944年4月22日—），男，福建仙游人，中国鱼类学家，曾任中华人民共和国国家自然科学基金委员会主任等职务。

## 生平
陈宜瑜1944年出生于福建仙游县鲤城镇十字街竹椅巷。1964年8月，毕业于厦门大学。曾长期在中国科学院水生生物研究所工作，主要研究方向为淡水生物（鱼类）。1995年到2003年任中国科学院副院长。2001年6月，中国科学技术协会第六次全国代表大会召开，并选举其出任第六届全国委员会顾问。2004年1月到2013年2月任国家自然科学基金委员会主任。

## 荣誉
1997年12月当选中国科学院院士。